# بوبي باركر (مغني)
بوبي باركر (بالإنجليزية: Bobby Parker)‏ هو عازف قيثارة ومغني وكاتب أغاني أمريكي، ولد في 31 أغسطس 1937 في لافاييت في الولايات المتحدة، وتوفي في 1 نوفمبر 2013 في باوي في الولايات المتحدة.

## وصلات خارجية
- بوبي باركر على موقع ميوزك برينز (الإنجليزية)
- بوبي باركر على موقع أول ميوزيك (الإنجليزية)
- بوبي باركر على موقع ديسكوغز (الإنجليزية)